# Nabinaud
Nabinaud (Nabinau en limousin, dialecte occitan) est une commune du Sud-Ouest de la France, située dans le département de la Charente (région Nouvelle-Aquitaine).
Ses habitants sont les Nabinaldiens et les Nabinaldiennes.

## Géographie

### Localisation et accès
Nabinaud est une petite commune du Sud Charente, au bord de la Dronne et limitrophe du département de la Dordogne.
Le bourg est à 3 km au nord-est d'Aubeterre-sur-Dronne, chef-lieu de son canton, et 41 km au sud d'Angoulême. Il est aussi à 5 km au sud-ouest de Saint-Séverin, 11 km de Saint-Aulaye et de Ribérac, 13 km de Chalais et 14 km de Montmoreau.
À l'écart des grandes routes, la commune est traversée par la D 17, route d'Aubeterre à Saint-Séverin et Villebois-Lavalette qui longe la Dronne, et qui passe à la mairie et près du bourg. La D 78 d'Aubeterre à Montignac-le-Coq passe en limite nord-ouest de commune, sur les hauteurs. La D 140 qui traverse la Dronne la rejoint depuis Petit-Bersac.

### Hameaux et lieux-dits
Le bourg est minuscule, et la commune compte quelques petits hameaux : Puygironde, Longevau et Clapejaud au nord, Barraud et Boyer à l'ouest, etc. et de nombreuses fermes.

### Communes limitrophes
|         | Pillac                  |               |
| Laprade | Nabinaud                | Saint-Séverin |
|         | Petit-Bersac (Dordogne) |               |

### Géologie et relief
La commune est occupée par les coteaux du Campanien (Crétacé supérieur), calcaire crayeux qui occupe une grande partie du Sud Charente. La crête à l'ouest est couverte de dépôts du Tertiaire, sables argileux et galets. La vallée de la Dronne occupe la partie sud-est de la commune, dont le sol consiste en des alluvions du Quaternaire. Les plus anciennes se sont accumulées en terrasses (Maison Neuve), et les plus récentes constituent la partie inondable,,.
Le point culminant de la commune est à une altitude de 133 m, situé dans le bois du Poteau de Ferchaud en limite nord-ouest. Le point le plus bas est à 45 m, situé le long de la Dronne en limite sud. Le bourg, construit sur une légère corniche surplombant la Dronne, est à 60 m d'altitude.

### Hydrographie

#### Réseau hydrographique

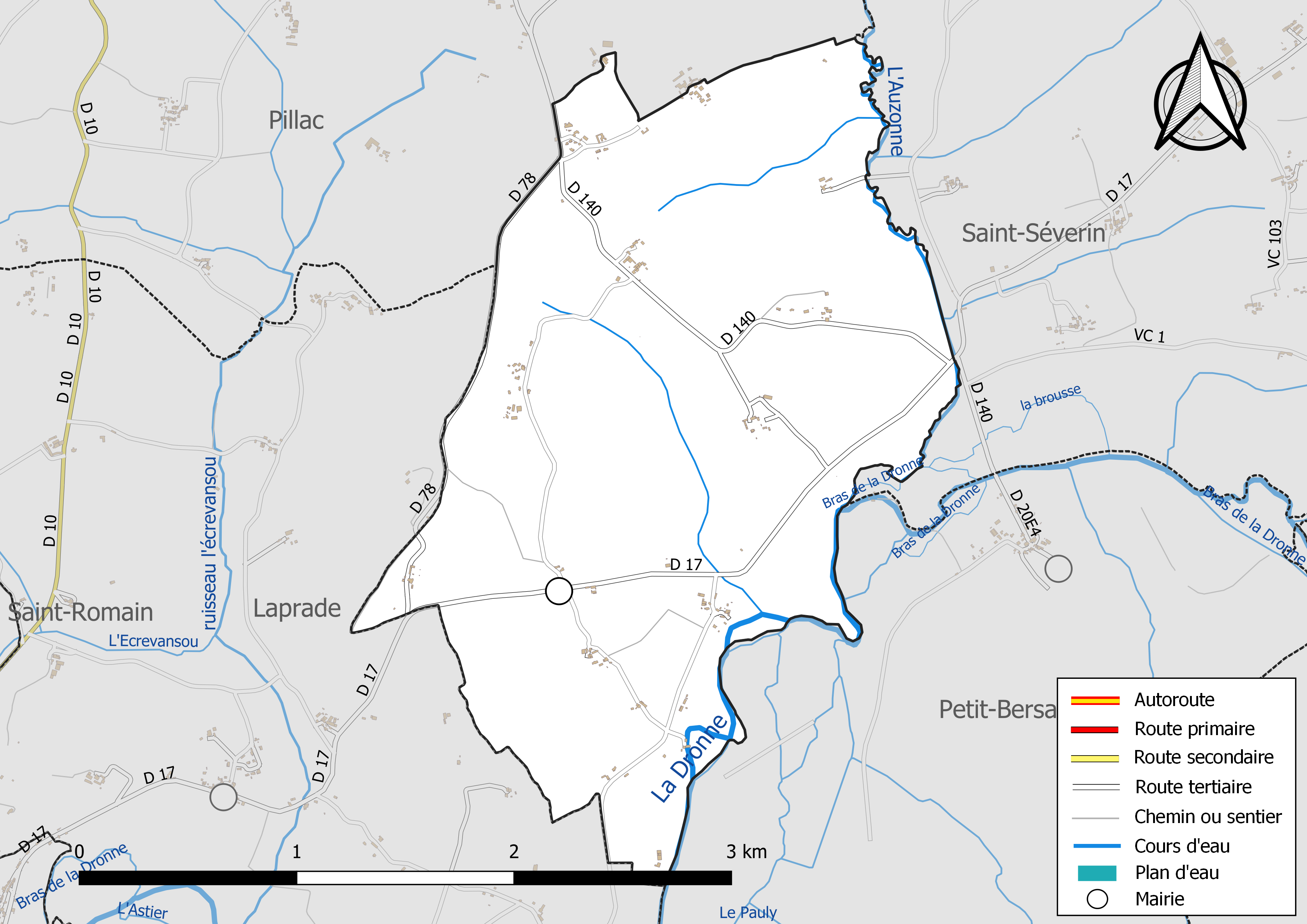
Réseaux hydrographique et routier de Nabinaud.

La commune est située dans le bassin de la Dordogne au sein du Bassin Adour-Garonne. Elle est drainée par la Dronne, l'Auzonne, et par deux petits cours d'eau, qui constituent un réseau hydrographique de 6 km de longueur totale,.
La Dronne, affluent de l'Isle et sous-affluent de la Dordogne, arrose le sud et l'est de la commune. L'Auzonne, petit affluent en rive droite qui descend de Juignac, limite la commune à l'est.

#### Gestion des eaux
Le territoire communal est couvert par le schéma d'aménagement et de gestion des eaux (SAGE) « Isle - Dronne ». Ce document de planification, dont le territoire regroupe les bassins versants de l'Isle et de la Dronne, d'une superficie de 7 500 km2, a été approuvé le 2 août 2021. La structure porteuse de l'élaboration et de la mise en œuvre est l'établissement public territorial de bassin de la Dordogne (EPIDOR). Il définit sur son territoire les objectifs généraux d’utilisation, de mise en valeur et de protection quantitative et qualitative des ressources en eau superficielle et souterraine, en respect des objectifs de qualité définis dans le troisième SDAGE  du Bassin Adour-Garonne qui couvre la période 2022-2027, approuvé le 10 mars 2022.

### Climat
Comme dans les trois quarts sud et ouest du département, le climat est océanique aquitain.

### Milieux naturels et biodiversité
À Nabinaud, la vallée de la Dronne fait partie de la ZNIEFF de type II nommée « Vallées de la Nizonne, de la Tude et de la Dronne en Poitou-Charentes »,.
Vingt-deux espèces déterminantes d'animaux y ont été répertoriées :
- un amphibien : la Rainette verte (Hyla arborea) ;
- un crustacé, l'Écrevisse à pattes blanches (Austropotamobius pallipes) ;
- cinq insectes dont trois lépidoptères : l'Azuré de la sanguisorbe (Phengaris teleius), le Cuivré des marais (Lycaena dispar) et le Fadet des laîches (Coenonympha oedippus) et deux odonates : l'Agrion de Mercure (Coenagrion mercuriale) et la Cordulie à corps fin (Oxygastra curtisii) ;
- sept mammifères : la Loutre d'Europe (Lutra lutra) et le Vison d'Europe (Mustela lutreola), ainsi que cinq chauves-souris : le Murin à moustaches (Myotis mystacinus), l'Oreillard roux (Plecotus auritus), la Pipistrelle de Kuhl (Pipistrellus kuhlii), le Petit rhinolophe (Rhinolophus hipposideros) et la Sérotine commune (Eptesicus serotinus) ;
- quatre oiseaux : l'Alouette lulu (Lullula arborea), le Martin-pêcheur d'Europe (Alcedo atthis), le Milan noir (Milvus migrans) et le Tarier des prés (Saxicola rubetra) ;
- trois poissons : le Chabot commun (Cottus gobio), la Lamproie de Planer (Lampetra  planeri) et le Toxostome (Parachondrostoma toxostoma) ;
- un reptile : la Cistude (Emys orbicularis).

Vingt-neuf autres espèces animales (quatre mammifères et vingt-cinq oiseaux) y ont été recensées.

## Urbanisme

### Typologie
Au 1er janvier 2024, Nabinaud est catégorisée commune rurale à habitat très dispersé, selon la nouvelle grille communale de densité à 7 niveaux définie par l'Insee en 2022.
Elle est située hors unité urbaine et hors attraction des villes,.

### Occupation des sols
L'occupation des sols de la commune, telle qu'elle ressort de la base de données européenne d’occupation biophysique des sols Corine Land Cover (CLC), est marquée par l'importance des territoires agricoles (91,6 % en 2018), une proportion identique à celle de 1990 (91,6 %). La répartition détaillée en 2018 est la suivante : 
terres arables (70,8 %), prairies (12,8 %), forêts (8,4 %), zones agricoles hétérogènes (8 %). L'évolution de l’occupation des sols de la commune et de ses infrastructures peut être observée sur les différentes représentations cartographiques du territoire : la carte de Cassini (XVIIIe siècle), la carte d'état-major (1820-1866) et les cartes ou photos aériennes de l'IGN pour la période actuelle (1950 à aujourd'hui).

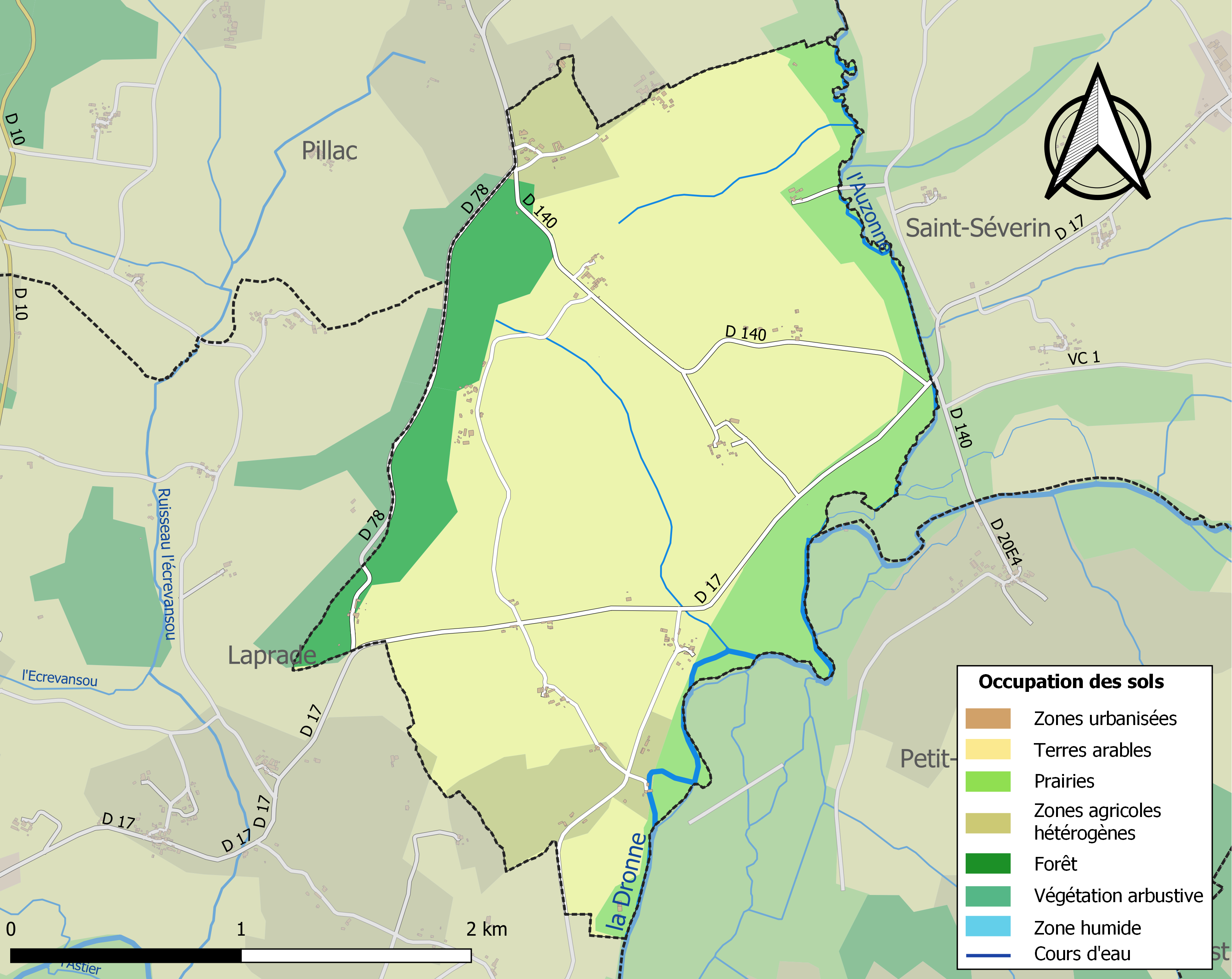
Carte des infrastructures et de l'occupation des sols de la commune en 2018 (CLC).

### Risques majeurs
Le territoire de la commune de Nabinaud est vulnérable à différents aléas naturels : météorologiques (tempête, orage, neige, grand froid, canicule ou sécheresse) et séisme (sismicité faible). Il est également exposé à un risque technologique,  le transport de matières dangereuses. Un site publié par le BRGM permet d'évaluer simplement et rapidement les risques d'un bien localisé soit par son adresse soit par le numéro de sa parcelle.

#### Risques naturels

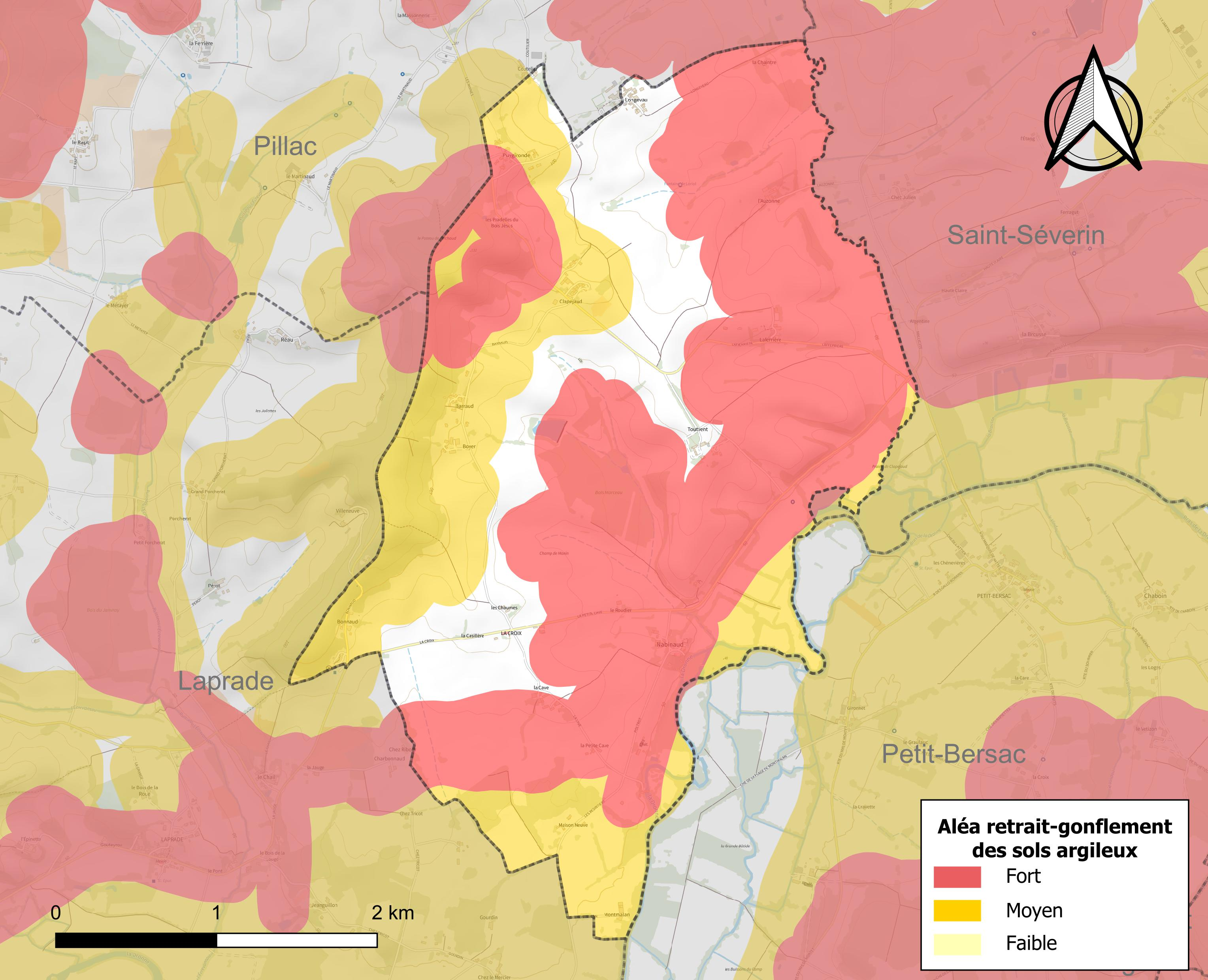
Carte des zones d'aléa retrait-gonflement des sols argileux de Nabinaud.

Le retrait-gonflement des sols argileux est susceptible d'engendrer des dommages importants aux bâtiments en cas d’alternance de périodes de sécheresse et de pluie. 83 % de la superficie communale est en aléa moyen ou fort (67,4 % au niveau départemental et 48,5 % au niveau national). Sur les 83 bâtiments dénombrés sur la commune en 2019,  66 sont en aléa moyen ou fort, soit 80 %, à comparer aux 81 % au niveau départemental et 54 % au niveau national. Une cartographie de l'exposition du territoire national au retrait gonflement des sols argileux est disponible sur le site du BRGM,.
Par ailleurs, afin de mieux appréhender le risque d’affaissement de terrain, l'inventaire national des cavités souterraines permet de localiser celles situées sur la commune.
La commune a été reconnue en état de catastrophe naturelle au titre des dommages causés par les inondations et coulées de boue survenues en 1982, 1983, 1992 et 1999. Concernant les mouvements de terrains, la commune a été reconnue en état de catastrophe naturelle au titre des dommages causés par la sécheresse en 2017 et par des mouvements de terrain en 1999.

#### Risques technologiques
Le risque de transport de matières dangereuses sur la commune est lié à sa traversée par une ou des infrastructures routières ou ferroviaires importantes ou la présence d'une canalisation de transport d'hydrocarbures. Un accident se produisant sur de telles infrastructures est susceptible d’avoir des effets graves sur les biens, les personnes ou l'environnement, selon la nature du matériau transporté. Des dispositions d’urbanisme peuvent être préconisées en conséquence.

## Toponymie
Une forme ancienne est Nabinaus (non datée).
L'origine du nom de Nabinaud remonterait au latin napina signifiant « champ de navets », et suffixe -alem,.
La commune a été créée Nabineau en 1793, puis elle s'écrivait Nabinaux en 1801 ainsi que sur la carte de Cassini, avant de s'écrire Nabinaud,.

### Langues
La commune est dans la partie occitane de la Charente qui en occupe le tiers oriental, et le dialecte est limousin. 
Elle se nomme Nabinau en occitan.

## Histoire
C'est dans cette paroisse, à Poltrot, que serait né au XVIe siècle Jean de Poltrot de Méré, assassin du duc de Guise. D'après Brantôme, il fut élevé près du vicomte d'Aubeterre, et possédait un château surplombant la Dronne dont on voit encore quelques vestiges. Le château de Poltrot était situé près de la terre de Méré.
Au début du XXe siècle, l'industrie était représentée par une scierie mécanique.
Le 26 septembre 1943, le jour même ou leurs camarades tombent à la citadelle de Besançon, trois FTP recherchés par la Gestapo pour actes de terrorisme (33 attentats contre l'armée allemande) se mettent en route pour l'Espagne. Trois jours plus tard, ils arrivent au château de la famille de Ségovia à l'Auzonne, dans le nord-est de la commune, et sont hébergés par cette famille qui prend tous les risques. Pendant un mois, ils cherchent en vain des filières et des passeurs qui leur permettraient de franchir les Pyrénées et de rejoindre la France libre à Londres. L'échec de leurs tentatives et l'inactivité qu'ils trouvent longue font qu'ils rejoignent la Franche-Comté pour être agents de liaison dans le réseau franco-suisse Gilbert jusqu'à la fin de la Seconde Guerre mondiale[réf. nécessaire].

## Administration

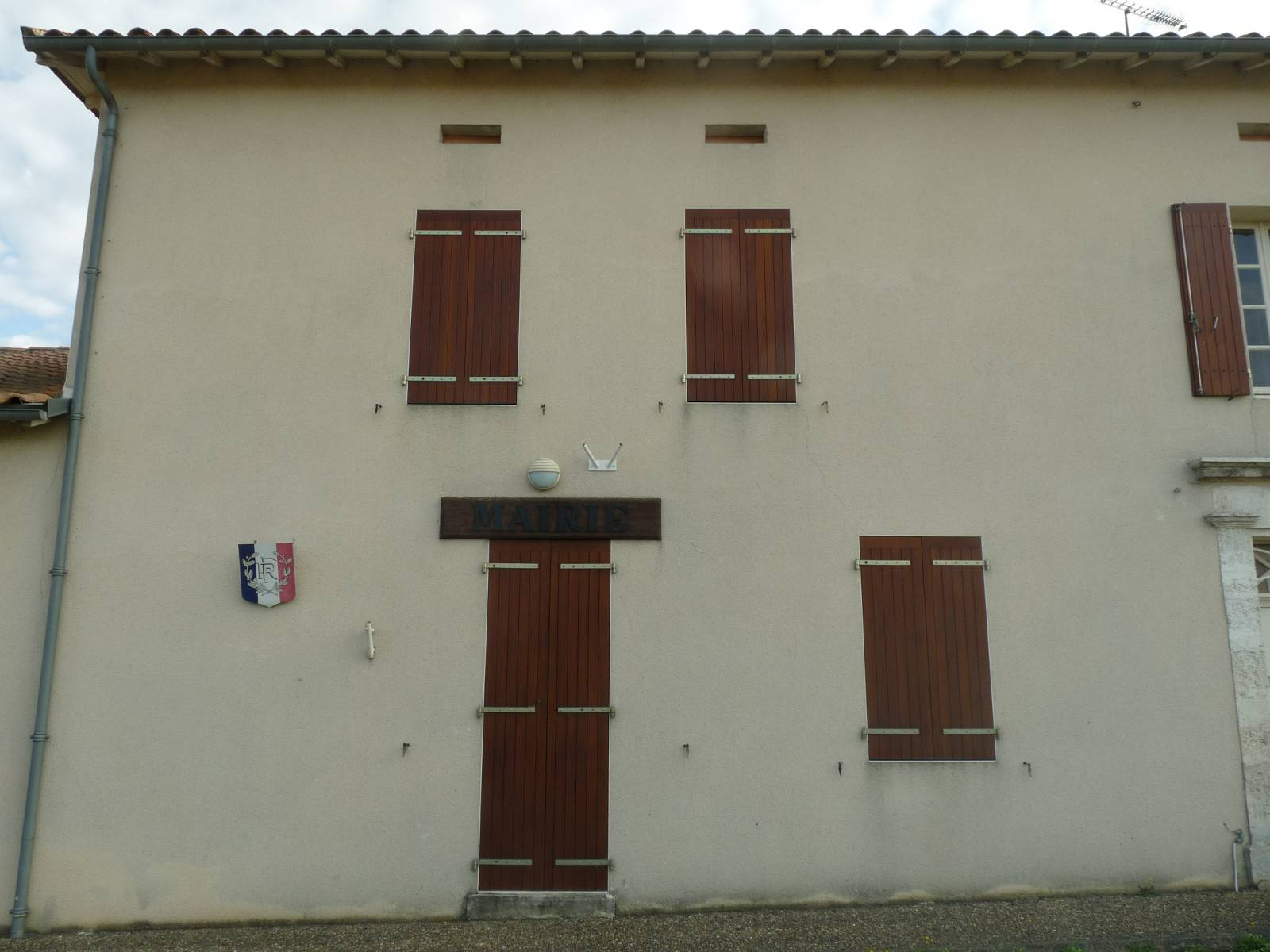
La mairie.

| Période                                  | Période  | Identité         | Étiquette | Qualité     |
| ---------------------------------------- | -------- | ---------------- | --------- | ----------- |
| Les données manquantes sont à compléter. |          |                  |           |             |
| 2001                                     | 2014     | Pierre Brouillet | SE        | Agriculteur |
| 2014                                     | En cours | Josiane Bodet    |           |             |

## Démographie

### Évolution démographique
L'évolution du nombre d'habitants est connue à travers les recensements de la population effectués dans la commune depuis 1793. Pour les communes de moins de 10 000 habitants, une enquête de recensement portant sur toute la population est réalisée tous les cinq ans, les populations de référence des années intermédiaires étant quant à elles estimées par interpolation ou extrapolation. Pour la commune, le premier recensement exhaustif entrant dans le cadre du nouveau dispositif a été réalisé en 2007.

En 2022, la commune comptait 99 habitants, en stagnation par rapport à 2016 (Charente : −0,48 %, France hors Mayotte : +2,11 %).
| 1793 | 1800 | 1806 | 1821 | 1831 | 1841 | 1846 | 1851 | 1856 |
| ---- | ---- | ---- | ---- | ---- | ---- | ---- | ---- | ---- |
| 336  | 345  | 330  | 341  | 341  | 365  | 346  | 343  | 329  |

| 1861 | 1866 | 1872 | 1876 | 1881 | 1886 | 1891 | 1896 | 1901 |
| ---- | ---- | ---- | ---- | ---- | ---- | ---- | ---- | ---- |
| 321  | 324  | 257  | 276  | 299  | 237  | 244  | 221  | 225  |

| 1906 | 1911 | 1921 | 1926 | 1931 | 1936 | 1946 | 1954 | 1962 |
| ---- | ---- | ---- | ---- | ---- | ---- | ---- | ---- | ---- |
| 220  | 215  | 219  | 183  | 166  | 182  | 174  | 140  | 119  |

| 1968 | 1975 | 1982 | 1990 | 1999 | 2006 | 2007 | 2012 | 2017 |
| ---- | ---- | ---- | ---- | ---- | ---- | ---- | ---- | ---- |
| 104  | 92   | 87   | 90   | 89   | 77   | 75   | 91   | 100  |

| 2022 | - | - | - | - | - | - | - | - |
| ---- | - | - | - | - | - | - | - | - |
| 99   | - | - | - | - | - | - | - | - |

### Pyramide des âges
La population de la commune est relativement âgée.
En 2018, le taux de personnes d'un âge inférieur à 30 ans s'élève à 25 %, soit en dessous de la moyenne départementale (30,2 %). À l'inverse, le taux de personnes d'âge supérieur à 60 ans est de 35 % la même année, alors qu'il est de 32,3 % au niveau départemental.
En 2018, la commune comptait 50 hommes pour 50 femmes, soit un taux de 50 % de femmes, légèrement inférieur au taux départemental (51,59 %).
Les pyramides des âges de la commune et du département s'établissent comme suit.
| Hommes | Classe d’âge | Femmes |
| ------ | ------------ | ------ |
| 0,0    | 90 ou +      | 0,0    |
| 10,0   | 75-89 ans    | 12,0   |
| 28,0   | 60-74 ans    | 20,0   |
| 22,0   | 45-59 ans    | 28,0   |
| 16,0   | 30-44 ans    | 14,0   |
| 8,0    | 15-29 ans    | 10,0   |
| 16,0   | 0-14 ans     | 16,0   |

| Hommes | Classe d’âge | Femmes |
| ------ | ------------ | ------ |
| 1      | 90 ou +      | 2,7    |
| 9,2    | 75-89 ans    | 12     |
| 20,6   | 60-74 ans    | 21,3   |
| 20,7   | 45-59 ans    | 20,3   |
| 16,8   | 30-44 ans    | 16     |
| 15,6   | 15-29 ans    | 13,4   |
| 16,1   | 0-14 ans     | 14,3   |

## Économie

### Agriculture
La commune fait partie de l'aire d'origine contrôlée du Cognac « Bons Bois » et de l'AOC/AOP Noix du Périgord.

## Lieux et monuments
- L'église paroissiale Saint-Pierre date des XIIe et XVe siècles. Sa cloche en bronze datant de 1671 est classée monument historique au titre objet depuis 1944[37]. Elle a été rénovée en 2012[38].

L'église Saint-Pierre
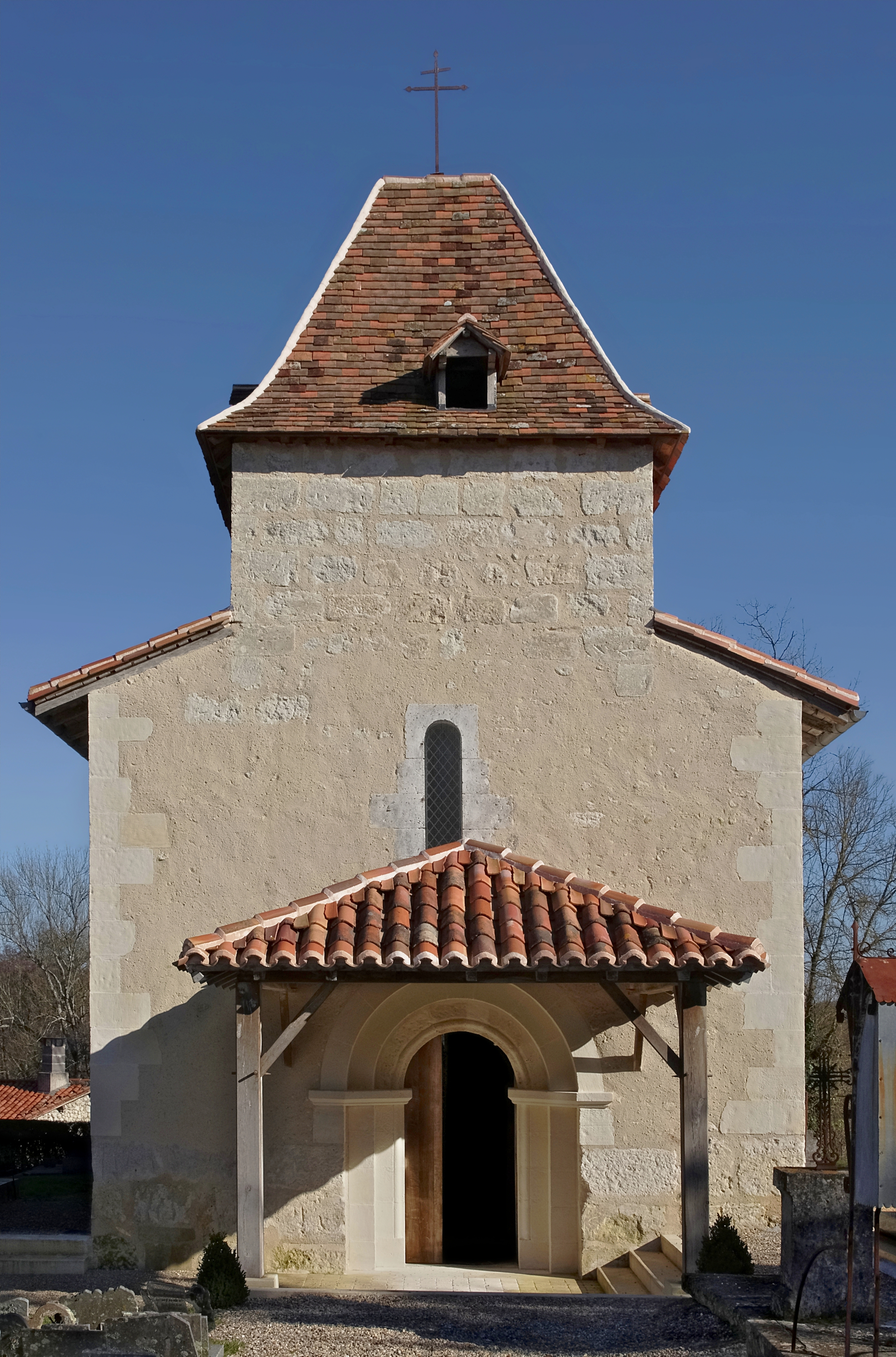
La façade rénovée.
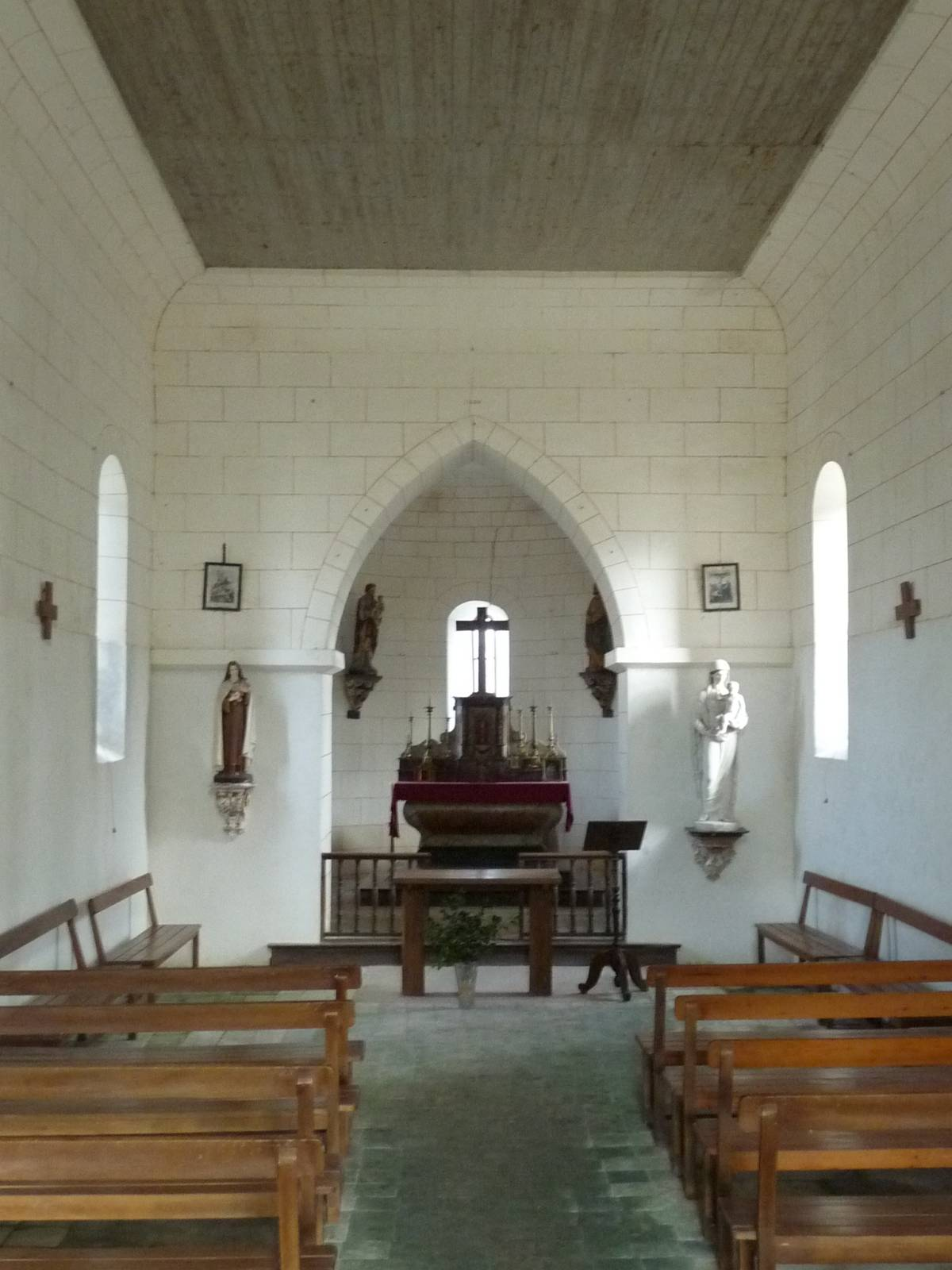
L'intérieur.

- Vestiges du château de Jean de Poltrot de Méré, assassin du duc de Guise, à Poltrot[29].

## Personnalités liées à la commune
- Jean de Poltrot de Méré (1537-1563), assassin du duc de Guise[29]
- François Mitterrand y passait ses vacances d'été, étant jeune. La photo  de son église était sur la cheminée de son bureau à l'Élysée[39].